# أمة العزيز الحسينية الشريفة
أَمَة العزيز الحُسينية الشريفة, (? - ? هـ / ? - ? م), شاعِرة أندلُسيَّة مِن نسل حفيد النبي الحسين بن علي, يُنسب لها شِعر جيدٌ. وُلِدت وعاشت وتوفيت في مدينة بلنسية الإسبانية. كانت تُلقب بين الناس بالفاضلة الشريفة.
[[

## نسبها
هيّ: أَمَة العزيز بنتُ أبي البسام موسى بن عبد الله بن أبي الحسن الحسين بن أبي جعفر الزكي بن علي الهادي بن محمد الجواد بن علي الرضا بن موسى الكاظم بن جعفر الصادق بن محمد الباقر بن زين العابدين علي السجاد بن حفيد النبي محمد الحُسين بن علي زوج فاطمة الزهراء بن أبو طالب بن عبد المطلب بن هاشم بن عبد مناف بن قصي بن كلاب القُرشي.

## سيرتها
لا يُعرف عنها إلا ما أورده الإمام ابن دحية الكلبي عنها فقد كانت أخت جده من ناحية أُمّه حيثُ يقول عنها في كِتابه المُطرِب من أشعار المَغرِب:
أنشدتني أخت جدي أمة العزيز الحُسينيَّة شِعراً تقول فيه:
كَما أورد لها جلال الدين عبد الرحمن بن أبي بكر السيوطي (المتوفي: 911 هـ) ترجمةً في كتابه نزهة الجلساء في أشعار النساء.